# ルイージ・デ・ロッシ
ルイージ・デ・ロッシ（伊: Luigi de' Rossi, 1474年8月6日-1519年8月20日）は、ルネサンス期のイタリアのローマカトリックの枢機卿である。ロレンツォ・デ・メディチの甥であり、教皇レオ10世の従兄弟。

## 生涯
ルイージ・デ・ロッシは1474年にフィレンツェで、レオネット・デ・ロッシ（Leonetto de' Rossi）と、僭主ピエロ・ディ・コジモ・デ・メディチとルクレツィア・トルナブオーニ（実際にはルクレツィアとヴェルニオ・デ・バルディ伯爵）の娘マリア・ディ・ピエロ・デ・メディチの息子として生まれた。ルイージの母親はロレンツォ・イル・マニフィコの姉妹であったため、ロレンツォの次男であるジョヴァンニ・デ・メディチ（レオ10世）と従兄弟であった。1479年に母マリアは死去し、さらに1485年に父レオネットが横領で投獄されたとき、ルイージはおそらくロレンツォ・デ・メディチの家に迎え入れられ、従兄弟ジョヴァンニとともに教育された。ロレンツォ死後の1494年のメディチ家追放後はジョヴァンニと行動を共にしたらしく、1512年4月11日にはジョヴァンニとともにラヴェンナの戦いに参加している。この戦いでのロッシの行動はジョヴァンニとの親密な関係を強固なものとし、彼がレオ10世として即位するとロッシもローマに移り、首席書記官に任命されている。しかし、概してロッシは気の強い性格の持ち主ではなく、レオ10世の即位後もその政治的役割を認めることはほとんどできない。
1517年7月1日の教会会議でレオ10世によって枢機卿に任命され、同年7月6日にガレロとサン・クレメンテの教会号を授与された。1518年にはラファエロ・サンツィオが描いたレオ10世の肖像画『レオ10世と二人の枢機卿』にジュリオ・デ・メディチ枢機卿（後の教皇クレメンス7世）とともに描かれた。
1519年、前年に結婚したウルビーノ公爵ロレンツォ2世・デ・メディチとその妃マッダレーナ・ド・ラ・トゥール・ドーヴェルニュが病死すると、ロッシは教皇によってフィレンツェに遣わされた。そしてローマに戻って間もない8月20日に激しい痛風に襲われて死去した。ロッシは当初はサン・ピエトロ大聖堂に埋葬されたが、後にフィレンツェのサンタ・フェリチタ教会に移された。